# Тетракисгексаэдр
Тетракисгекса́эдр (от др.-греч. τετράχις — «четырежды», ἕξ — «шесть» и ἕδρα — «грань»), также называемый тетрагекса́эдром или преломлённым ку́бом, — полуправильный многогранник (каталаново тело), двойственный усечённому октаэдру. Составлен из 24 одинаковых остроугольных равнобедренных треугольников, в которых один из углов равен {\displaystyle \arccos \,{\frac {1}{9}}\approx 83{,}62^{\circ },} а два других {\displaystyle \arccos \,{\frac {2}{3}}\approx 48{,}19^{\circ }.}
Имеет 14 вершин; в 6 вершинах (расположенных так же, как вершины октаэдра) сходятся своими бо́льшими углами по 4 грани, в 8 вершинах (расположенных так же, как вершины куба) сходятся меньшими углами по 6 граней.
У тетракисгексаэдра 36 рёбер — 12 «длинных» (расположенных так же, как рёбра куба) и 24 «коротких». Двугранный угол при любом ребре одинаков и равен {\displaystyle \arccos \left(-{\frac {4}{5}}\right)\approx 143{,}13^{\circ }.}
Тетракисгексаэдр можно получить из куба, приложив к каждой его грани правильную четырёхугольную пирамиду с основанием, равным грани куба, и высотой, которая ровно в {\displaystyle 4} раза меньше стороны основания. При этом полученный многогранник будет иметь по 4 грани вместо каждой из 6 граней исходного — с чем и связано его название.
Тетракисгексаэдр — одно из трёх каталановых тел, в которых существует эйлеров путь.

## Метрические характеристики
Если «короткие» рёбра тетракисгексаэдра имеют длину {\displaystyle a}, то его «длинные» рёбра имеют длину {\displaystyle {\frac {4}{3}}a\approx 1{,}33a,} а площадь поверхности и объём выражаются как
{\displaystyle S={\frac {16{\sqrt {5}}}{3}}a^{2}\approx 11{,}9256959a^{2},}
{\displaystyle V={\frac {32}{9}}a^{3}\approx 3{,}5555556a^{3}.}
Радиус вписанной сферы (касающейся всех граней многогранника в их инцентрах) при этом будет равен
{\displaystyle r={\frac {2{\sqrt {5}}}{5}}a\approx 0{,}8944272a,}
радиус полувписанной сферы (касающейся всех рёбер) —
{\displaystyle \rho ={\frac {2{\sqrt {2}}}{3}}a\approx 0{,}9428090a.}
Описать около тетракисгексаэдра сферу — так, чтобы она проходила через все вершины, — невозможно.

## В координатах
Тетракисгексаэдр можно расположить в декартовой системе координат так, чтобы его вершины имели координаты {\displaystyle (\pm 2;\;\pm 2;\;\pm 2),} {\displaystyle (\pm 3;\;0;\;0),} {\displaystyle (0;\;\pm 3;\;0),} {\displaystyle (0;\;0;\;\pm 3).}
Начало координат {\displaystyle (0;0;0)} будет при этом центром симметрии многогранника, а также центром его вписанной и полувписанной сфер.